# Dájovskaya
Dájovskaya (en ruso: Да́ховская; en adigué: Дахъо, Dajo) es una stanitsa del raión de Maikop de la república de Adiguesia, en Rusia. Está situada en la orilla derecha del Bélaya (donde recibe al río Daj), afluente del río Kubán, 31 km al sur de Tulski y 43 km al sur de Maikop, la capital de la república. Tenía 1427 habitantes en 2010.
Es cabeza del municipio Dájovskoye, al que pertenecen asimismo Merkulayevka, Novoprojladnoye, Ust-Sajrai y Jamyshki.

## Historia
La stanitsa era fundada en 1862 por el ejército zarista en la desembocadura del río Daj (Dahe - en la traducción de la lengua adigué - «Hermoso☼) en el lugar del aúl quemado circasiano de Asretjabl. La localidad es rica en restos arqueológicos. A la orilla del río Bélaya casi en el centro de la stanitsa, fueron encontradas «las tumbas de oro». En ellas se encontraron muchos objetos de valor, de atención merecida por un vaso de oro y un bastón de marfil allí encontrados, regalo de Pedro I el Grande.

## Lugares de interés
Dájovskaya está rodeada de bosques mixtos montañosos (haya, roble, pino albar). Sobre las vertientes de las montañas que la rodean (pico Azish-Tau, cordillera de Unakoz -parte de la cordillera Skalisti) se hallan arbustos como el cornizo o el endrino.
Son de destacar sus edificios de piedra, así como el puente de piedra de 1906 o los dólmenes en los alrededores.

## Transporte
La stanitsa se encuentra a siete kilómetros al sur del poblado Kamennomostski, donde está situada la estación ferroviaria más próxima. A través de la stanitsa por el desfiladero del Bélaya va la carretera al pueblo de Guzeripl. Medio kilómetro al norte de la stanitsa se encuentra el puente por del que parte la pista asfaltada a través del paso Azishski a la meseta Lago-Naki.